# La vida no vale nada
La vida no vale nada es una película de drama mexicana de 1955 dirigida por Rogelio A. González y protagonizada por Pedro Infante, Lilia Prado, Rosario Granados y Magda Guzmán.

## Trama
La película narra la historia de un hombre deprimido, borracho y melancólico, que vaga sin rumbo y que conoce personas que le brindan la oportunidad de demostrar su valor humano, pero que al final siempre escapa o se deprime por una pena que posee dentro del corazón. Pero tratará de descubrir cuál es su razón de ser en el mundo, viendo su vida en retrospectiva y así poder hallar su destino.

## Reparto
- Pedro Infante como Pablo Galván.
- Domingo Soler como Leandro, padre de Pablo.
- Wolf Ruvinskis como El Caimán.
- Lilia Prado como Martha.
- Rosario Granados como Cruz, viuda y madre de dos hijos.
- Magda Guzmán como Silvia, enamorada de Pablo.
- Hortensia Santoveña como Madre de Pablo.
- Manuel Dondé como Carmelo, amigo de Pablo.
- Dolores Tinoco como Mamá Irene.
- Nacho Contla como Don Pánfilo.
- Aurora Ruiz Álvarez como Teo, empleada de Cruz considerada como de la familia.
- Ramón Valdés como conductor de autobús (no acreditado).
- José Pardavé como panadero borracho (no acreditado).
- Leonor Gómez como vendedora (no acreditado).
- Paquito Fernández como hermano de Pablo (no acreditado).